# Afrarchaea ngomensis
Afrarchaea ngomensis is een spinnensoort uit de familie Archaeidae. De soort komt voor in Zuid-Afrika.